# Mexicana de Aviación

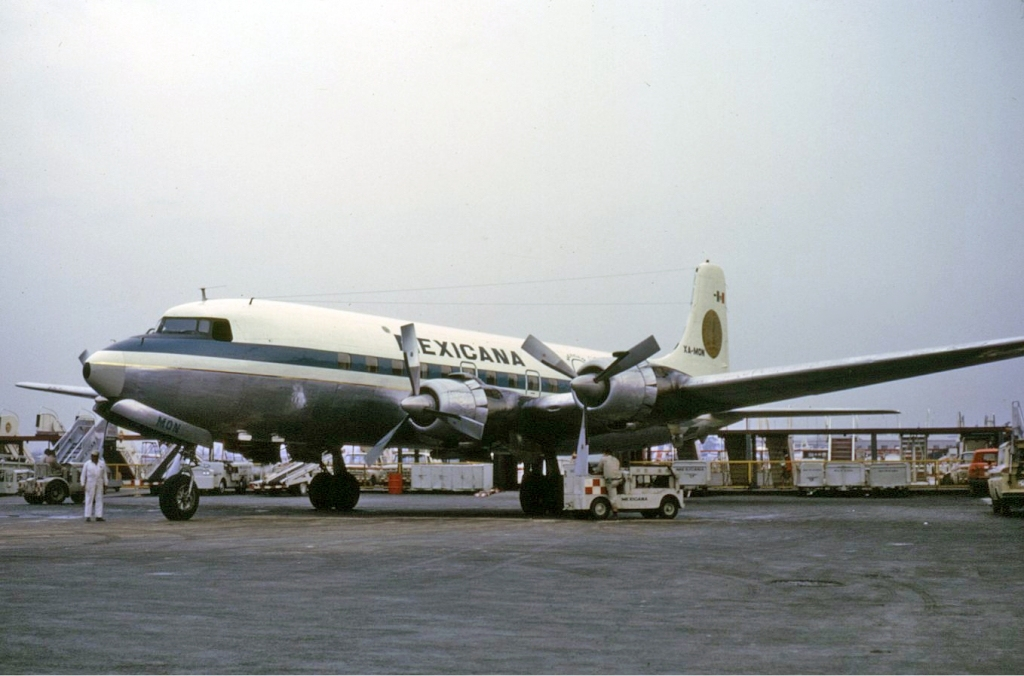
Douglas DC-6 der Mexicana, 1966

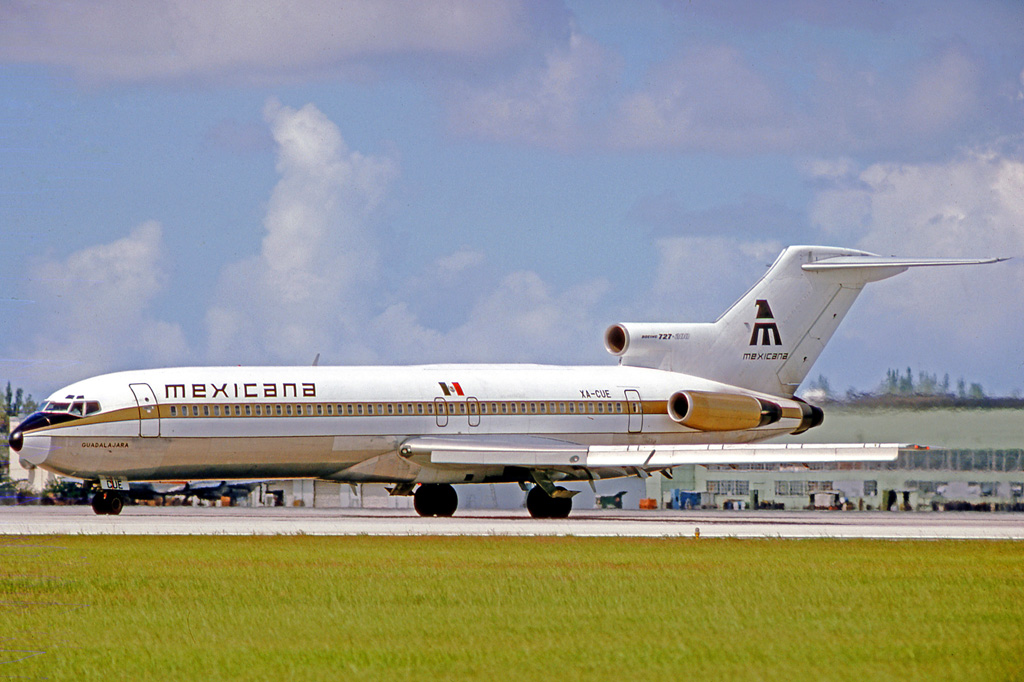
Boeing 727 der Mexicana, 1975

Die Compañia Mexicana de Aviación, S.A. de C.V., im Außenauftritt kurz Mexicana, war eine mexikanische Fluggesellschaft mit Sitz in Mexiko-Stadt. Sie war die erste Fluggesellschaft des Landes und nach Aeroméxico die zweitgrößte Airline Mexikos sowie nach KLM, Avianca und Qantas die viertälteste noch operierende Fluggesellschaft der Welt.
Im August 2010 beantragte die Gesellschaft Insolvenz beziehungsweise Gläubigerschutz, wollte den Flugverkehr jedoch mit Ausnahme der Langstreckenflüge aufrechterhalten. Am 28. August 2010 wurden jedoch bis auf Weiteres alle Flüge eingestellt. Bis Ende 2012 wurde der Betrieb nicht wieder aufgenommen. Im April 2014 wurde schließlich die Auflösung eingeleitet, nachdem Rettungsversuche aussichtslos erschienen.

## Geschichte

### Erste Jahre
Mexicana wurde 1921 als Compañía Mexicana de Transportación Aérea, S.A. (CMTA) von L.A. Winship und Harry J.  Lawson gegründet. Der Erstflug erfolgte von Mexiko-Stadt nach Tampico. 1924 wurde die Gesellschaft von der von William Mallory und George Rihl geführten Compañia Mexicana de Aviación gekauft und führte den aktuellen Namen am 20. August 1924 ein. 1929 kaufte Pan American Airways die Linie, gab sie aber 1968 nach dem Konkurs wieder auf.
In den 1930er Jahren wurde das Streckennetz laufend erweitert und der Service verbessert. Mexicana war die erste ausländische Fluggesellschaft, die ab 3. Januar 1936 Los Angeles anflog.

### Das Jet-Zeitalter
Anfang der 1960er Jahre flottete Mexicana vier de Havilland Comet ein. Der erste Flug mit einer düsengetriebenen Maschine erfolgte am 4. Juli 1960 von Mexiko-Stadt nach Los Angeles. Ende der 1960er Jahre ging Mexicana in Konkurs. Zwischenzeitlich wurde 1966 die Boeing 727 eingeführt. Nach der Übernahme der Geschäftsführung durch Crescencio Ballesteros als Chairman und Manuel Sosa de la Vega am 15. Januar 1968 wurden die strategischen Pläne geändert und die ökonomischen Probleme in kurzer Zeit bewältigt.
In den 1970er Jahren vergrößerte sich die Flotte auf 19 Jets und war damit die größte düsengetriebene Flotte Lateinamerikas. Man betrieb in Mexiko-Stadt einen Boeing-727-Simulator. Mexicana besaß damals die größte Boeing-727-Flotte außerhalb der USA.
Am 15. Juli 1982 wurde die mexikanische Regierung mit einem Anteil von 58 % größter Aktionär. 1984 bezog Mexicana den neuen Hauptsitz in Mexiko-Stadt. 1988 meldete der Hauptkonkurrent Aeronaves de México (Aeroméxico) Konkurs an und Mexicana übernahm einige der Langstrecken, einschließlich Flüge nach Kanada und Südamerika.

### Mexicana als Teil von CINTRA

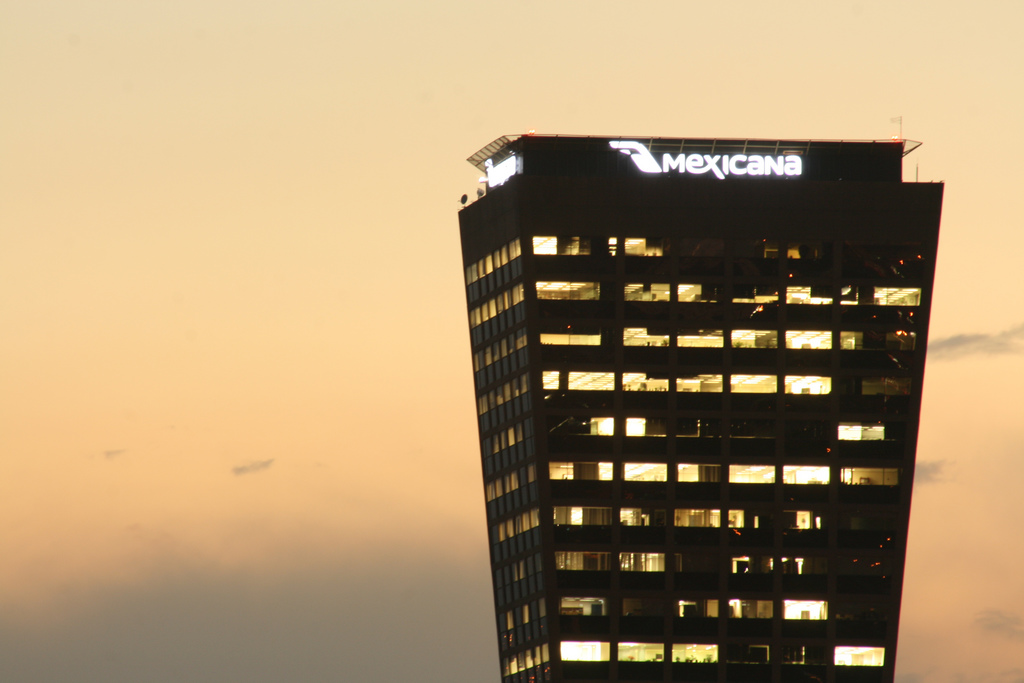
Der Mexicana de Aviación Tower, Hauptsitz der Mexicana in Mexiko-Stadt

Anfang der 1990er Jahre erfolgte die Deregulierung der Flugindustrie in Mexiko, und es wurden mehrere neue Fluggesellschaften in Mexiko gegründet. Darauf modernisierte Mexicana ab 1991 ihre Flotte durch Airbus-A320-Maschinen und zusätzlich ab 1992 durch Fokker 100. Die 1993 reorganisierte Aeroméxico erwuchs wieder und brachte Mexicana an den Rand des Ruins.
Mitte der 1990er litten alle mexikanischen Fluggesellschaften an der starken Abwertung des mexikanischen Pesos und Mexicana, Aeroméxico sowie deren angeschlossene regionale Fluggesellschaften wurden unter dem Dach nationalen Gesellschaft CINTRA (Corporación Internacional de Transporte Aereo) zusammengeschlossen und vom Staat übernommen. 1995 erfolgte der totale Zusammenschluss von Mexicana und Aeroméxico als ein Teil von CINTRA. Unter dem Dach von CINTRA wuchs Mexicana kontinuierlich und wurde 2000 Mitglied der Star Alliance, trat jedoch wegen Streitigkeiten um Verkehrsrechte mit United Airlines im März 2004 wieder aus.

### Neue Eigenständigkeit in den 2000er-Jahren

Ehemaliges Logo der Mexicana bis 2008

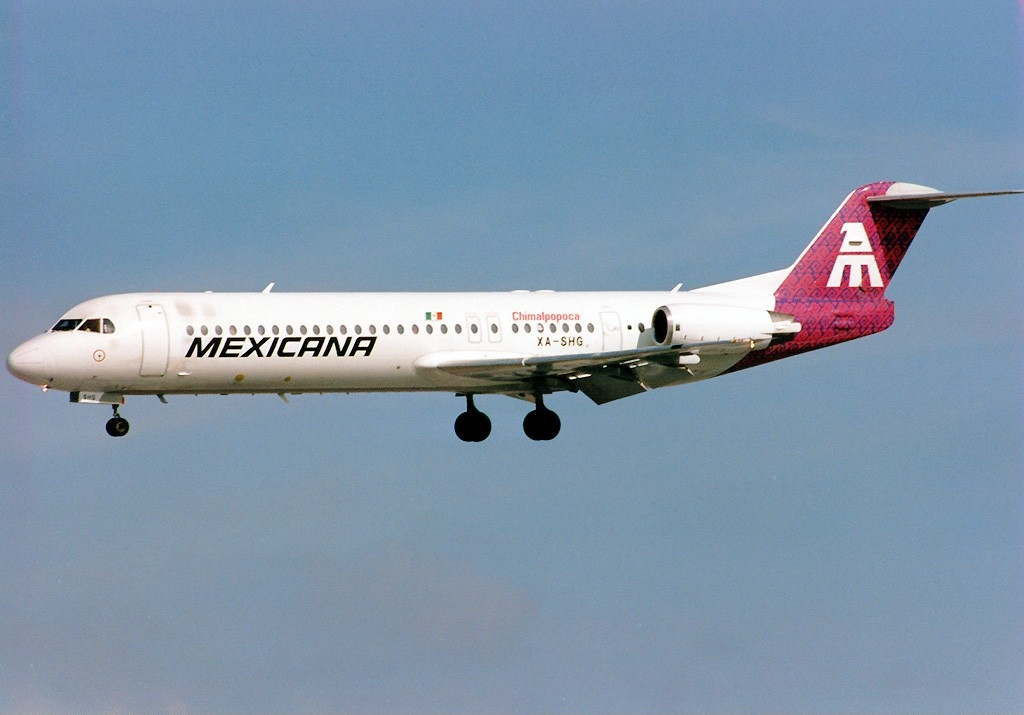
Eine Fokker 100 der Mexicana

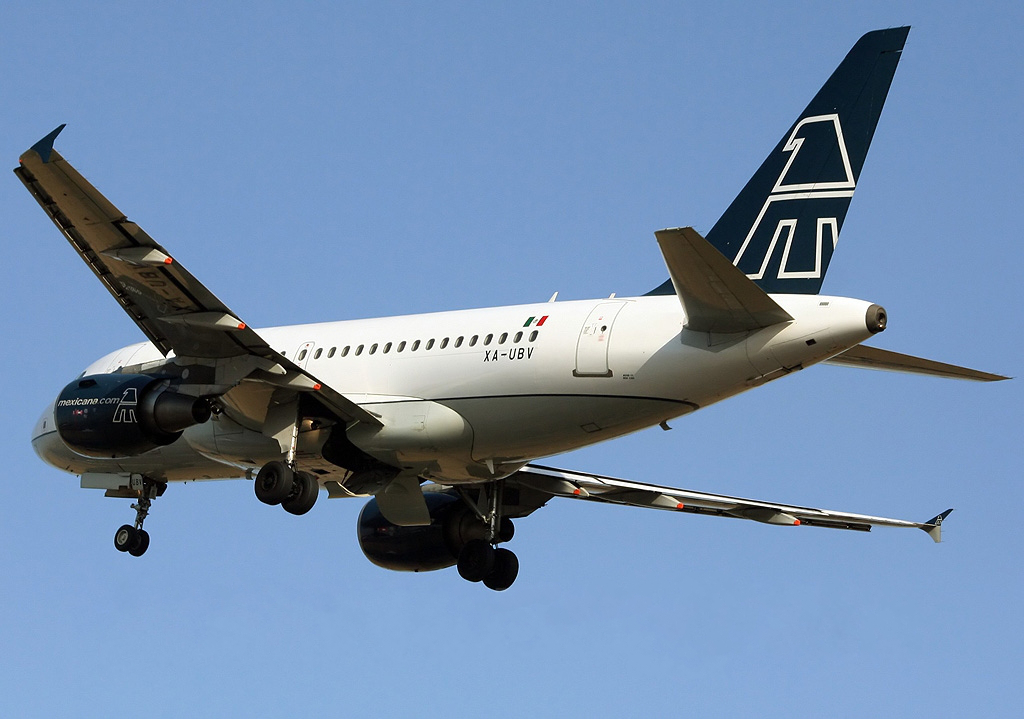
Airbus A318 der Mexicana

Im Jahr 2003 wurden die letzten Boeing 727 außer Dienst gestellt und durch neue Airbus A318, A319 und A320 ersetzt. Nur die Langstrecken wurden noch mit Boeing 767 geflogen. 2005 war ein einschneidendes Jahr für Mexicana, da die Gesellschaft und auch Aeroméxico privatisiert wurden. Beide Gesellschaften erhielten ihre Eigenständigkeit zurück. Gleichzeitig wurden mehrere Billigfluggesellschaften in Mexiko gegründet. Mexicana antwortete durch die Gründung einer eigenen Billigfluggesellschaft namens AeroCaribe, später "Click Mexicana". Am 29. November 2005 wurde Mexicana und ihre Tochtergesellschaft von CINTRA an die mexikanische Hotelkette Grupo Posadas verkauft. "Click Mexicana" wurde in "MexicanaClick" umbenannt und zur Regionalfluggesellschaft umgestaltet. Mit dem Verkauf ging auch die betriebseigene Pensionskasse, die damals rund 130 Mio. US-Dollar umfasste, auf den neuen Betreiber über.
Mexicana arbeitete nach wie vor auch mit einigen Mitgliedern der Star Alliance, Aeroméxico und Avianca zusammen, trat aber am 10. November 2009 der oneworld Alliance bei.

### Insolvenz und Restrukturierungsversuche
Am 3. August 2010 beantragte Mexicana sowohl in Mexiko als auch in den USA Insolvenz, nachdem bereits amerikanische und kanadische Leasinggesellschaften Flugzeuge abgezogen hatten. Im Insolvenzverfahren soll die Gesellschaft restrukturiert und saniert werden, wobei der Flugplan, mit einigen wenigen Ausnahmen im Langstreckenbereich, aufrechterhalten werden soll. Die Tochter MexicanaClick ist von der Insolvenz nicht betroffen. Am Abend des 4. August wurde der Ticketverkauf vorläufig eingestellt, bereits gebuchte Flüge sollen jedoch durchgeführt werden. Am 9. August wurde bekanntgegeben, dass die internationalen Verbindungen vorerst eingestellt werden.
Am 23. August wurde bekanntgegeben, dass ein 95-prozentiger Anteil an Mexicana durch das mexikanische Unternehmenskonsortium Tenedora K übernommen wird, während die weiteren 5 Prozent an eine Pilotengewerkschaft gehen.
Am 27. August 2010 stellte Mexicana entgegen früheren Ankündigungen den gesamten Flugbetrieb aufgrund der gegenwärtigen finanziellen Situation und eines stockenden Restrukturierungsprozesses bis auf Weiteres ein. Die neuen Eigentümer Tenedora K erklärten einen Bedarf für weitere Investoren zur Rettung der insolventen Gesellschaft.
Im November 2010 wurde mit PC Capital ein weiterer neuer Investor vorgestellt, der ankündigte, den Betrieb im Dezember 2010 sukzessive mit reduziertem Angebot und Kapazitäten wieder aufnehmen zu wollen. Die Airline plante zunächst, ab 31. Januar 2011 wieder Flugtickets zu verkaufen und bald mit sechs Flugzeugen (zuzüglich einem als Reserve) zunächst elf Ziele anzufliegen. Dies konnte jedoch nicht eingehalten werden. Am 14. Februar wurde ein Testflug mit Beamten der mexikanischen und US-amerikanischen Luftfahrtbehörden nach San Antonio, Texas durchgeführt, um offiziell wieder fliegen zu dürfen. Am 2. März 2011 wurde jedoch bekannt gegeben, dass der Verkauf und die Restrukturierung der Gesellschaft auf Grund einer ungeklärten Finanzierung durch neue Investoren zunächst auf Eis liegt. Mit Stand August 2011 hat die Gesellschaft den Betrieb nach wie vor nicht wieder aufgenommen, die weitere Entwicklung ist bis dato unklar. Den jüngsten Planungen von November 2011 zufolge sollte der Betrieb zunächst ausschließlich mit Charterflügen wieder aufgenommen werden.
Mit Stand März 2013 hat die Gesellschaft jedoch nach wie vor keine Flüge mehr durchgeführt.
Im April 2014, mehr als drei Jahre nach der Betriebseinstellung, erklärte das mexikanische Bundesgericht Mexicana für nicht sanierbar und leitete endgültig die Abwicklung ein.
Bis Juli 2023 führten ehemalige Mitarbeiter der Gesellschaft einen Rechtsstreit um ihre Pensionsansprüche, der mit einer Zahlung von 817 Mio. Pesos endete. Der Betrag umfasst nur rund 10 Prozent der Summe, die den Beschäftigten laut mehreren Schiedssprüchen zusteht. Zuvor hatten Mitarbeiter seit 2015 einen Abschnitt am Flughafen Mexiko-Stadt besetzt und dort eine Cafeteria betrieben, um auf ihr Ansinnen aufmerksam zu machen. Die Einrichtung war im September 2022 von Marinesoldaten gewaltsam geräumt worden.

### Geplante Neugründung durch die mexikanische Regierung
Im Januar 2023 wurde berichtet, dass die mexikanische Regierung eine Vereinbarung zum Kauf der Marke Mexicana für 811 Millionen Pesos (ca. 40 Millionen Euro) unterzeichnet hat. Als Teil des Plans des mexikanischen Präsidenten Andrés Manuel López Obrador würde der Kauf der Markenrechte die Wiederaufnahme des Betriebs der Fluggesellschaft als militärisch betriebene kommerzielle Fluggesellschaft ermöglichen. Die seit 2014 gegen die Fluggesellschaft erhobenen Klagen würden ebenfalls aufgehoben. Der Betrieb soll 2023 mit geleasten Flugzeugen von Boeing aufgenommen werden, mit dem Hersteller befinde man sich aktuell in Verhandlungen. Das Drehkreuz soll auf dem internationalen Flughafen Felipe Ángeles in Mexiko-Stadt angesiedelt werden.

## Ziele
Mexicana betrieb ein nationales und internationales Streckennetz von ihrer Heimatbasis Aeropuerto Internacional Benito Juárez in Mexiko-Stadt.

## Flotte

### Flotte bei Betriebseinstellung

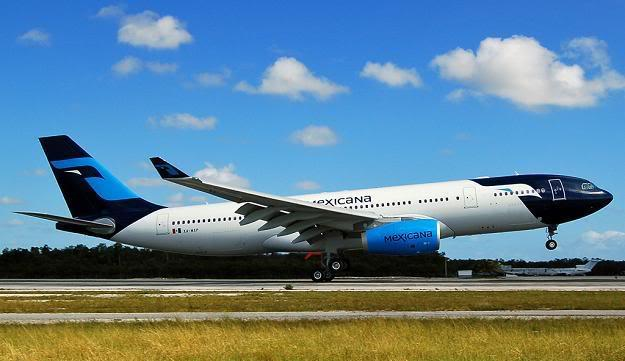
Ein Airbus A330-200 der Mexicana

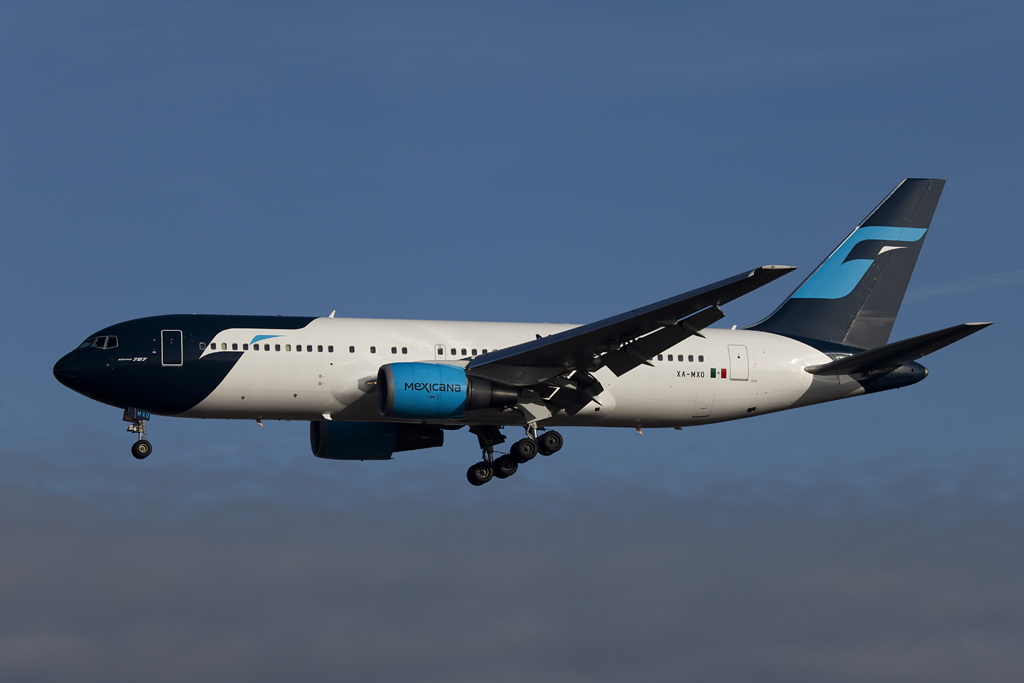
Eine Boeing 767-200 der Mexicana

Zur Einstellung des Flugbetriebs im August 2010 bestand die Flotte der Mexicana aus 65 Flugzeugen mit einem Durchschnittsalter von 11,1 Jahren.
- 10 Airbus A318-100 (übernommen durch Avianca[22])
- 24 Airbus A319-100
- 25 Airbus A320-200
- 02 Airbus A330-200
- 02 Boeing 767-200
- 02 Boeing 767-300ER

Mit Stand August 2011 waren keine Flugzeuge mehr auf Mexicana registriert.

### Zuvor eingesetzte Flugzeuge

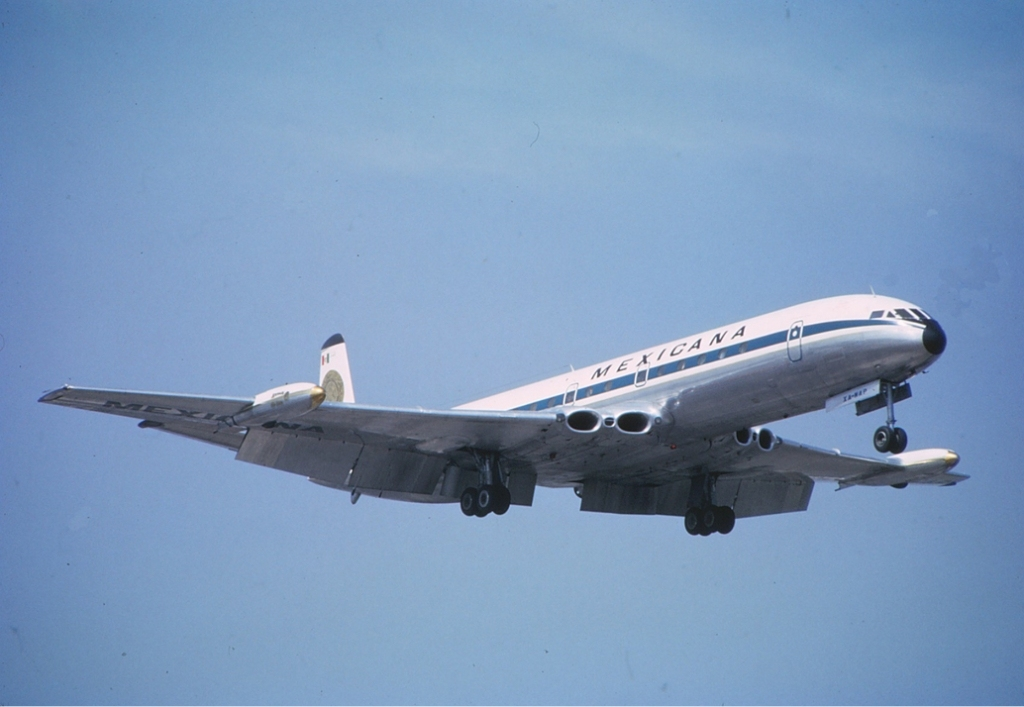
De Havilland Comet 4 der Mexicana, 1966

Davor betrieb Aeroméxico auch Flugzeuge der folgenden Typen:
- Avro Anson
- Boeing 247
- Boeing 727
- Boeing 757
- Cessna T-50
- De Havilland Comet 4
- De Havilland Comet 4C
- Douglas DC-2 (C-39)
- Douglas DC-3
- Douglas DC-4
- Douglas DC-6
- Douglas DC-6B
- Douglas DC-7C
- Douglas DC-8-71 (gemietet)
- Fairchild 71[24]
- Fairchild C-82
- Fokker 100
- Lockheed 9 Orion
- Lockheed Modell 10 Electra
- McDonnell Douglas DC-10, -15

## Zwischenfälle
Mexicana hatte von 1936 bis zur Betriebseinstellung 2010 insgesamt 21 Totalverluste von Flugzeugen zu verzeichnen, davon 10 mit 388 Todesfällen. Vollständige Liste seit 1942:
- Am 7. September 1942 wurde eine Douglas DC-3A-228 der Mexicana de Aviación (Luftfahrzeugkennzeichen XA-CAB) am Flughafen Nuevo Laredo (Mexiko) irreparabel beschädigt. Über Personenschäden ist nichts bekannt.[26]

- Am 11. August 1945 verunglückte eine Douglas DC-2-243 der Mexicana (XA-DOT) bei schlechtem Wetter am Vulkan Iztaccíhuatl. Alle 16 Menschen an Bord wurden getötet, 4 Besatzungsmitglieder und 12 Passagiere (nach anderer Quelle 4+11, total 15).[27][28]

- Am 25. Juni 1946 verunglückte eine Douglas DC-4 der Mexicana de Aviación (XA-FOW) in der Nähe des Flughafens Mexiko-Stadt (Mexiko), nachdem im Flug ein Feuer ausgebrochen war. Alle 47 Insassen, fünf Besatzungsmitglieder und 42 Passagiere, überlebten den Unfall. Das Flugzeug wurde irreparabel beschädigt.[29]

- Am 28. Juli 1946 entzündete sich an einer Douglas DC-3A-228E der Mexicana de Aviación (XA-DEE) auf dem Flughafen Mexiko-Stadt bei Arbeiten am Treibstoffsystem das Flugbenzin, woraufhin durch das sich ausbreitende Feuer der Flugzeugrumpf zerstört wurde. Personen kamen nicht zu Schaden.[30]

- Am 13. Januar 1948 verunglückte eine Douglas DC-3A-228F der Mexicana de Aviación (XA-GOC) am Flughafen Guaymas (Mexiko) und wurde irreparabel beschädigt. Nähere Einzelheiten sind derzeit nicht verfügbar, auch über Personenschäden ist nichts bekannt.[31]

- Am 26. September 1949 wurde eine Douglas DC-3A der Mexicana (XA-DUH) in den Vulkan Popocatépetl (Mexiko) geflogen, 63 Kilometer südöstlich des Ziels Flughafen Mexiko-Stadt. Bei diesem CFIT (Controlled flight into terrain) wurden alle 24 Insassen getötet, drei Besatzungsmitglieder und 21 Passagiere.[32]

- Am 16. Dezember 1949 wurde eine Douglas DC-3A der Mexicana de Aviación (XA-DUK) in der Nähe von Orizaba gegen den Berg Cerro del Borrego (Mexiko) geflogen, nachdem die Piloten sich zuletzt in einer Höhe von 10.000 Fuß (3.048 Metern) gemeldet hatten. Die Maschine war rund 32 Kilometer westlich vom Kurs abgewichen. Durch diesen CFIT (Controlled flight into terrain) wurden alle 17 Insassen getötet, vier Besatzungsmitglieder und 13 Passagiere.[33]

- Am 1. September 1951 landete eine von Los Angeles kommende Douglas DC-6 der Mexicana (XA-JOR) während des Anflugs auf den Flughafen Mexiko-Stadt in einem fast trockengelegten See. Alle vier Crewmitglieder und 38 Passagiere überlebten die Bruchlandung. Das Flugzeug war nicht mehr zu reparieren.[34]

- Am 8. März 1955 verunglückte eine Douglas DC-3A-228D der Mexicana (XA-DIK) in der Bergkette Cerro del Cabre, 20 Kilometer westnordwestlich des Zielflugplatzes Talpa de Allende (Mexiko). Die Maschine befand sich auf dem nur 52 Kilometer langen Flug von Puerto Vallarta. Alle 26 Insassen, drei Besatzungsmitglieder und 23 Passagiere, wurden getötet.[35]

- Am 28. September 1960 wurde eine Douglas DC-3/C-53-DO der Mexicana de Aviación (XA-HUS) bei dichtem Nebel in der Nähe von Juchitepec (Mexiko) gegen einen Berg geflogen, 41 Kilometer südsüdöstlich des Ziels, dem Flughafen Mexiko-Stadt. Durch diesen CFIT (Controlled flight into terrain) wurden 8 der 18 Insassen getötet, alle drei Besatzungsmitglieder und 5 Passagiere.[36]

- Am 30. Januar 1967 kam es an einer Douglas DC-6 der Mexicana de Aviación (XA-LAU) im Endanflug auf den Flughafen Mérida (Mexiko) zu einem Strömungsabriss, da der Umkehrschub zu früh betätigt worden war. Die Maschine schlug auf dem Boden auf und wurde irreparabel beschädigt. Alle 29 Insassen, drei Besatzungsmitglieder und 26 Passagiere, überlebten den Unfall.[37]

- Am 4. Juni 1969 wurde eine Boeing 727-64 der Mexicana (XA-SEL) im Anflug auf den Flughafen Monterrey 23 km nordwestlich davon gegen einen Berg geflogen (CFIT, Controlled flight into terrain). Alle 79 Menschen an Bord wurden getötet (siehe auch Mexicana-Flug 704).[38]

- Am 20. August 1969 wurde eine Douglas DC-6 der Mexicana de Aviación (XA-MOO) bei der Landung auf dem Flughafen Tuxtla Gutiérrez (Mexiko) irreparabel beschädigt. Über Personenschäden ist nichts bekannt.[39]

- Am 21. September 1969 schlug eine Boeing 727-64 der Mexicana (XA-SEJ) 1500 m vor der Landebahn am Flughafen Mexiko-Stadt auf, sprang wieder hoch und kollidierte mit einem Eisenbahndamm. Das Flugzeug war in korrekter Landekonfiguration. Die Ursache konnte nicht geklärt werden, da der Flugdatenschreiber seit Tagen nicht funktionierte und der Stimmenrekorder ohnehin ausgebaut war. Von den 118 Insassen kamen 27 ums Leben (siehe auch Mexicana-Flug 801).[40]

- Am 20. Oktober 1973 landete eine Boeing 727-14 der Mexicana (XA-SEN) 2 Kilometer östlich des Zielflughafens Mazatlán in einem Feld. Die Maschine kam mit abgerissenen Fahrwerken zum Stillstand und wurde irreparabel beschädigt. Alle 123 Insassen überlebten den Unfall.[41]

- Am 31. März 1986 ereignete sich der bisher schwerste Unfall in Mexiko mit einer Boeing 727. Eine Boeing 727-264 der Mexicana (XA-MEM) stürzte auf dem Flug vom Flughafen Mexiko-Stadt nach Puerto Vallarta aus knapp 10.000 Metern Höhe außer Kontrolle in die Berge bei Las Mesas, nachdem ein überhitzter, mit Luft statt Stickstoff gefüllter Reifen mitten im Flug platzte und so ein Feuer, einen Ausfall der Hydraulik und andere Schäden hervorgerufen hatte. Auslöser waren Wartungsfehler am Fahrwerk. Alle 167 Insassen starben (siehe auch Mexicana-Flug 940).[42]

- Am 11. April 2000 wurde ein Airbus A320 der Mexicana de Aviación (F-OHMD) auf dem Flughafen Minatitlán (Mexiko) durch einen Brand zerstört. Der Tankwagen fuhr ab, während der Tankschlauch noch mit dem Flugzeug verbunden war. Der Schlauch riss, Treibstoff schoss heraus und ein Feuer brach aus. Es gab keine Todesfälle.[43]